# Бадалян, Хачатур Липаритович
Хачатур Липаритович Бадалян (род. 9 мая 1982, Орджоникидзе, СССР) — российский оперный певец (тенор), солист Новой оперы (с 2007) и Мариинского театра (с 2012).

## Биография
Родился 9 мая 1982 года в городе Орджоникидзе в семье научных работников.
В 1996 году вместе с семьёй перебрался в Ростов-на-Дону. Учился в экономическом лицее, затем — в Донском государственном техническом университете по соответствующей специальности. Ещё до окончания университета поступил в Ростовскую государственную консерваторию имени С. Рахманинова, учился у Валерия Костина и Натальи Петровой.
Участвовал в мастер-классах Владислава Пьявко, Виктора Забияко, Лии Саркисян, Майкла Пола, Вериано Лукетти и Миетты Сигеле.
С 2004 по 2006 год был солистом Ростовской областной филармонии.
В 2007—2012 годах и с 2016 года — солист Московского театра «Новая опера» имени Е. В. Колобова, дебютировал в партии Лоэнгрина (одноимённая опера Р. Вагнера), которую в дальнейшем исполнял и на сцене Челябинского театра оперы и балета им. М. И. Глинки (по словам критика, «его исполнение не совсем традиционно для России, знавшей таких интерпретаторов как Собинов, Козловский, Плужников, для которых было характерно светлое, серебристое и в то же время предельно лирическое звучание. Бадалян поет своего героя более темным, матовым звуком, скорее в европейских традициях»).
В 2008 году был приглашён исполнить в Большом театре партию Рудольфа («Богема» Дж. Пуччини), а в следующем году на этой же сцене спел партию Водемона («Иоланта» П. Чайковского).
В 2008 году был объявлен одним из лауреатов Международного конкурса теноров памяти Лучано Паваротти, а в 2010 году стал победителем III Международного конкурса оперных артистов Галины Вишневской.
С 2012 года — приглашённый солист Мариинского театра.
В 2017 году с театром «Новая опера» принял участие в 63-м Международном фестивале Пуччини (Торре-дель-Лаго), исполнив партию Альфреда в «Травиате» Дж. Верди.
В числе любимых оперных партий в разное время называл партии Рудольфа, Альфреда («Травиата» Дж. Верди) и Хозе («Кармен» Ж. Бизе). Кроме вышеперечисленных в репертуар певца входят такие партии, как Фауст (одноимённая опера Ш. Гуно), Форесто («Аттила» Дж. Верди), Карл VII («Орлеанская дева» П. Чайковского), Владимир Игоревич («Князь Игорь» А. Бородина) и др.